# Eleuthemis buettikoferi
Eleuthemis buettikoferi – gatunek ważki z rodziny ważkowatych (Libellulidae). Występuje w Afryce Zachodniej i Środkowej; stwierdzony od Gwinei i Gwinei Bissau po Republikę Środkowoafrykańską i Kongo, być może występuje też w Demokratycznej Republice Konga.
Gatunek i rodzaj opisał Friedrich Ris w 1910 roku. Miejsce typowe to Liberia, ale autor nie podał dokładnej lokalizacji. Gatunek ten przez wiele lat był uznawany za jedynego przedstawiciela Eleuthemis, stąd część starszych stwierdzeń E. buettikoferi dotyczy opisanych później gatunków z tego rodzaju. Za synonim E. buettikoferi uznawany był E. quadrigutta (opisany w 1974 roku przez Pinheya jako podgatunek), ale w 2015 roku Dijkstra et al. uznali go za osobny gatunek, opisali też trzy kolejne gatunki należące do tego rodzaju.